# Manuel Martic
Manuel Martić (Steyr, 1995. augusztus 15. –) osztrák labdarúgó, a Helsingin JK középpályása.

## Pályafutása
Manuel Martić az osztrák Vorwärts Steyr csapatában kezdett el futballozni. 2015-ben leigazolta őt az osztrák másodosztályú SKN St. Pölten csapata, mellyel első idényében a bajnokságot is megnyerte. 2018 és 2020 között a Rapid Wien labdarúgója volt. 2020. november 20-tól 2022 január 27-ig a magyar élvonalbeli Mezőkövesd játékosa. 2022. január 11-én a finn Helsingin JK csapatába szerződött.

## Sikerei, díjai
SKN St. Pölten
- Austrian First League: 2015–16